# Sarah Jibril
Sarah Jibril, de son nom complet Sarah Nnadzwa Jibril, est une femme politique et une psychologue nigériane. Elle est conseillère spéciale du président Goodluck Jonathan sur l'éthique et les valeurs morales et est la première femme nigériane à s'être portée candidate à l'élection présidentielle sous l'égide du Parti social-démocrate et du Parti démocratique populaire tant aux primaires qu'aux élections principales et s'est présentée à quatre reprises à la présidence,,.

## Biographie

### Enfance et formations
Sarah Jibril est née en mars 1945 dans l'État du Kwara. Elle fait ses études secondaires à l'école Queen Elizabeth à Ilorin, où elle joue au basket-ball en tant que capitaine de l'équipe sportive de l'établissement qui participe aux épreuves de saut en hauteur et de sprint. Elle obtient son premier diplôme en leadership récréatif à la Senior Staff College de Fort Leavenworth à Kansas City. Sarah Jibril possède également une maîtrise en psychologie de l'éducation à l'Université de Lagos. Avant de s'intéresser à la politique, elle travaille sur une thèse en psychologie sociale à l'Université Ahmadu Bello à  Zaria. En reconnaissance de son engagement religieux, Sarah Jibril reçoit une bourse du Living Word Seminary aux États-Unis pour entamer un doctorat en motivation chrétienne,,.

### Carrière professionnelle et politique
Sarah Jibril est une avocate de l'éducation à l'éthique, qui, selon elle, est le chaînon manquant d'un développement personnel efficace. En 2006, son livre, Ethics for Development est publié pour soutenir sa cause. Sa publication précédente, Hints for Effective Parenting : For Effective Family Living, est publié pour soutenir la section de Makurdi de la Nigerian Army Officers' Wives Association à Etutu Brigade.
Sa carrière politique commence en 1983 quand elle se présente au poste de sénatrice dans l’État de Kwara. Selon elle, c'est le désir de réorienter l'état d'esprit des Nigérians sur la politique qui l'a poussée à s'y lancer. Elle déclare que son nom, "Sarah" en dit long sur sa vision du Nigeria. Elle est nommée commissaire au développement social, à la jeunesse et au sport dans l'État de Kwara et occupe divers postes sportifs, notamment au sein du conseil des sports de l'État de Kaduna. En 1992, elle se présente à l'élection présidentielle sous l'égide du Parti social-démocrate nigérian (Social Democratic Party ) mais elle vient quatrième position lors de l'élection primaire, bien qu'elle ait remporté l'investiture présidentielle de son État, Kwara. En 1988, elle se représente à la présidence sur la plate-forme du Parti démocratique populaire (PDP), mais perd contre Olusegun Obasanjo. En 2003, elle quitte le PDP pour rejoindre le Progressive Action Congress afin de devenir la première femme à représenter un parti enregistré et à être candidate à la présidence, mais elle perd derechef face à Obasanjo. La même année, Sarah Jibril est la  vice-présidente du Progressive Liberation Party. Lors des primaires du PDP en 2007, elle n'obtient qu'un total de quatre voix,.
Lors des primaires de l'élection présidentielle de 2011, Sarah Jibril était la seule femme candidate pour représenter le PDP. Elle mène une campagne nettement sous-financée par rapport à celle de ses homologues masculins et, après avoir perdu contre le futur président Goodluck Jonathan avec une seule voix, elle est nommée conseillère spéciale du président pour l'éthique et les valeurs,.